# Chiuppano
Chiuppano – miejscowość i gmina we Włoszech, w regionie Wenecja Euganejska, w prowincji Vicenza.
Według danych na rok 2004 gminę zamieszkiwało 2559 osób, 639,8 os./km².